# Henri Coppens
Henri François Louis Coppens, zumeist Rik Coppens, (* 29. April 1930 in Antwerpen; † 5. Februar 2015 in Wilrijk, Antwerpen) war ein belgischer Fußballspieler und -trainer. Der gelernte Stürmer galt als ausgezeichneter Dribbler und als äußerst torgefährlich.

## Vereinskarriere
Coppens spielte in seiner Vereinskarriere vor allem für den Beerschot VAC, der später mit Germinal Ekeren zu Germinal Beerschot fusionierte. Er wurde 1952, 1953 und 1955 Torschützenkönig der Ersten Division und gewann 1954 den ersten Belgischen Goldenen Schuh. Nach seinem Abschied von Beerschot setzte er seine Karriere von 1961 bis 1970 bei kleineren Vereinen fort.
In der belgischen Nationalmannschaft spielte Coppens zwischen 1949 und 1959 47 Mal und erzielte dabei 21 Tore – zehn davon allein in sechs Spielen gegen die Niederlande. Er nahm an der Weltmeisterschaft 1954 teil, wo er beim 4:4 gegen England ein Tor erzielte, Belgien aber nach der Vorrunde ausschied.

## Trainerkarriere
Coppens trainierte den damaligen Erstligisten Berchem Sport, seinen Stammverein Beerschot VAC sowie 1981/82 den FC Brügge. Einen Titel konnte er mit keinem der drei Vereine gewinnen.

## Sonstiges
- Henri Coppens wurde oft mit seinem Nationalmannschaftskollegen Hendrik „Henri“ Coppens verwechselt, der zwischen 1945 und 1949 auf 19 Länderspiele kam und in knapp zwei Jahrzehnten zu 498 Ligaspiele und 168 Ligatore für den RFC/KFC Malinois kam.[2][3]
- Er gilt als Erfinder des „Zwei-Mann-Elfmeters“: Er lief 1957 im Spiel „Belgien – Island“ zum Elfmeter an, schoss aber nicht, sondern passte den Ball zunächst zu seinem Mannschaftskollegen André Piters, von dem er ihn wieder direkt vor das Tor zurückbekam, um dann aus kurzer Entfernung das Tor zu schießen.